# Línea Córdoba-Almorchón
La línea Córdoba-Almorchón, oficialmente denominada línea Almorchón-Mirabueno, es una línea férrea perteneciente a la red ferroviaria española que originalmente unía Almorchón con Córdoba. El trazado tiene una longitud de 132,9 kilómetros, es de ancho ibérico y está en vía única sin electrificar. 
Construida en varias fases, originalmente el trazado estuvo formado por dos líneas independientes, «Almorchón-Belmez» y «Córdoba-Belmez», inauguradas en 1868 y 1873, respectivamente. Ambos trazados se unificarían virtualmente en uno solo cuando pasaron a estar gestionados por RENFE, si bien se mantuvo el kilometraje original. Desde sus orígenes este ferrocarril estuvo estrechamente ligado a la actividad minera y carbonífera de la zona. En 1974 la línea fue clausurada al tráfico de pasajeros, quedando limitada a las circulaciones de mercancías. En la actualidad una parte de la misma está fuera de servicio y solo se encuentra abierto al tráfico el tramo comprendido entre las estaciones de Almorchón y Alhondiguilla-Villaviciosa.
Siguiendo la catalogación de Adif es la «línea 528».

## Historia

### Orígenes y construcción
A mediados del siglo XIX, en plena expansión del ferrocarril, había un fuerte interés por acceder a las cuencas mineras y carboníferas de la comarca de Belmez y Peñarroya. La Compañía de los Caminos de Hierro de Ciudad Real a Badajoz (CRB) se hizo en 1864 con la concesión de la línea Almorchón-Belmez, iniciando de inmediato los trabajos de construcción. El trazado entró en servicio el 1 de abril de 1868, dando salida hacia la Meseta del carbón que se extraía en las minas de Belmez.
Paralelamente, desde comienzos de la década de 1860 habían surgido varias iniciativas por conectar la capital cordobesa con la cuenca minera. La Sociedad Anónima del Ferrocarril de Córdoba-Espiel-Belmez, capitaneada por Francisco Romá, emprendió la construcción de este otro trazado entre 1861 y 1863, si bien los trabajos tropezaron con diversas dificultades y retrasos. En 1865 la concesión pasó a la Compañía del Ferrocarril de Córdoba a Belmez, que reinició las obras. Sin embargo, serios problemas de solvencia económica —al calor de la crisis financiera de 1866— lastraron este proyecto durante los siguientes años. En 1867 se subcontrató la construcción a Joaquín de la Gándara, que inició los trabajos entre Belmez y La Alhondiguilla. Dos años después, en 1869, el empresario malagueño Jorge Loring (en nombre del sindicato Larios-Heredia-Loring) pasó a hacerse cargo de la construcción del ferrocarril, que continuaba yendo muy retrasada y con serios problemas de financiación. 
Bajo la iniciativa de Loring se apostó por economizar la construcción. La difícil orografía de la zona de Sierra Morena —en especial el trazado entre Córdoba y Cerro Muriano— supuso que las obras avanzasen lentamente y conllevó la realización de numerosas obras de ingeniería, que incluyeron casi una decena de túneles y tramos en trinchera. El 28 de noviembre de 1870 se abrió al tráfico el tramo Belmez-Alhondiguilla, seguido por el tramo Alhondiguilla-Obejo el 11 de julio de 1873. Finalmente, el tramo Obejo-Córdoba fue abierta a la explotación el 5 de septiembre de 1873, tras lo cual quedó completada la línea.
En la capital cordobesa se habilitó una estación provisional, Córdoba-Cercadilla, como cabecera del trazado.

### Bajo MZA y «Andaluces»
Si la construcción de la línea Córdoba-Belmez había sido problemática, la explotación no lo fue menos y acabaría llevando a la compañía propietaria a declararse en suspensión de pagos. En 1880, tras varios años de litigios, la línea Córdoba-Belmez fue adquirida por la Compañía de los Ferrocarriles Andaluces. Paralelamente, ese mismo el trazado entre Almarchón y Belmez pasó a manos de la compañía MZA después de que esta se hubiese anexionado a la CRB. En la estación de Belmez —propiedad de MZA— se producía el empalme entre las dos líneas, por lo que se firmó un convenio entre ambas compañías para el uso compartido de las instalaciones. En la estación de Peñarroya-Pueblonuevo también existía un enlace con el ferrocarril de Peñarroya a Puertollano y Fuente del Arco, de vía estrecha.
El que se conoció como «tren de la Sierra» conectaba la capital cordobesa con las poblaciones del norte de la provincia, si bien el tráfico principal era de mercancías. El transporte de lignito que se extraía de la cuenca carbonífera de Peñarroya-Belmez copó buena parte de la actividad ferroviaria. Debido a las características singulares del trazado, «Andaluces» adquirió en 1912 unas locomotoras articuladas del tipo «du Bousquet» para realizar las labores de tracción en esta línea. Por su parte, el principal tráfico en el ramal Almorchón-Belmez fueron convoyes de mercancías que transportaban carbón. Durante el primer tercio del siglo XX llegó a haber varios accidentes en la línea Córdoba-Belmez debidos en parte al duro perfil que presentaba su trazado y también al mal estado de conservación de las infraestructuras. En la madrugada del 23 de enero de 1920 tuvo lugar la llamada catástrofe ferroviaria de Los Pradillos, en las cercanías de la capital cordobesa, que dejó numerosos muertos y heridos. Otro grave accidente ferroviario tuvo lugar el 26 de diciembre de 1932 en las inmediaciones del puesto de seguridad de La Solana, tras quedar un convoy sepultado parcialmente por un alud de tierra y rocas.
Tras el estallido de la Guerra Civil el control del trazado Córdoba-Almorchón quedó dividido entre los dos bandos. Los republicanos llegaron a mantener operativo un tren blindado que operaba en el frente de Córdoba a través de este ferrocarril, desde la estaciones de Zújar y Valsequillo, apoyado por efectivos del batallón de ferrocarriles.

### Los años de RENFE

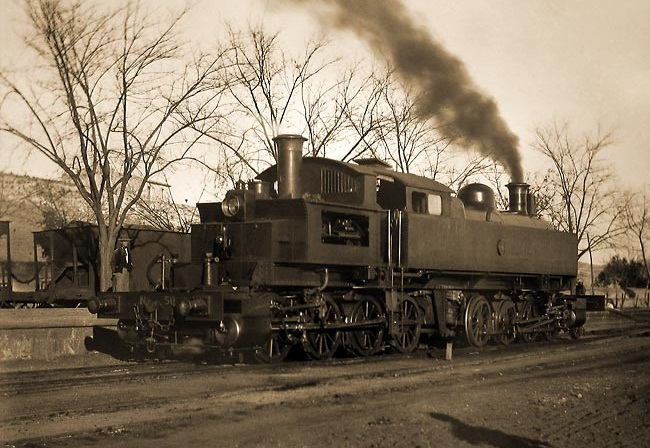
Las locomotoras Kitson-Meyer llegaron a ser empleadas en la línea.

En 1941, con la nacionalización de los ferrocarriles de ancho ibérico, las infraestructuras se integraron en la red de la recién creada RENFE. 
Bajo la nueva propietaria hubo diversos cambios: se procedió a la unificación de los trazados de Córdoba a Belmez y de Belmez a Almorchón en un solo ferrocarril, que se designó como «línea Córdoba-Almorchón». Otra consecuencia de la fusión fue que se eliminaron los depósitos de locomotoras de las estaciones de Belmez y Cabeza de Vaca, dejándose en su lugar una reserva de locomotoras en esta última estación. Se mantuvieron, no obstante, los kilometrajes originales. La nueva línea dependía administrativamente de la 3.ª Zona de RENFE, correspondiente a la zona sur. Por otro lado, aunque los servicios ferroviarios en Córdoba se acabaron centralizando en la antigua estación de MZA, los trenes a Almorchón continuaron saliendo desde Cercadilla. La línea mantuvo su tradicional tráfico mixto de pasajeros y mercanías, especialmente este último. Se da la circunstancia de que durante algunos años llegó a circular un Ómnibus que hacía el servicio entre Madrid-Delicias, Almorchón y Córdoba. La tracción vapor se mantuvo activa hasta su supresión a finales de la década de 1960, cuando fue sustituida por locomotoras diésel.
A comienzos de la década de 1970, debido a la construcción del embalse de Puente Nuevo, el trazado original del ferrocarril se vio afectado y hubo que construir una nueva variante, así como la nueva estación de la Alhondiguilla-Villaviciosa. Un poco más al norte se construyeron también dos puentes de hormigón, denominados «Las Navas» y «Los Puerros», para evitar la zona inundable del embalse. Además, en las cercanías de Alhondiguilla y del embalse de Puente Nuevo se levantó una Central térmica, que aprovechaba la presencia de la línea férrea para el traslado del mineral de carbón por trenes carboneros. Para dar servicio a la Central se construyó el cargadero de El Parralejo, al cual se llegaba mediante un ramal.

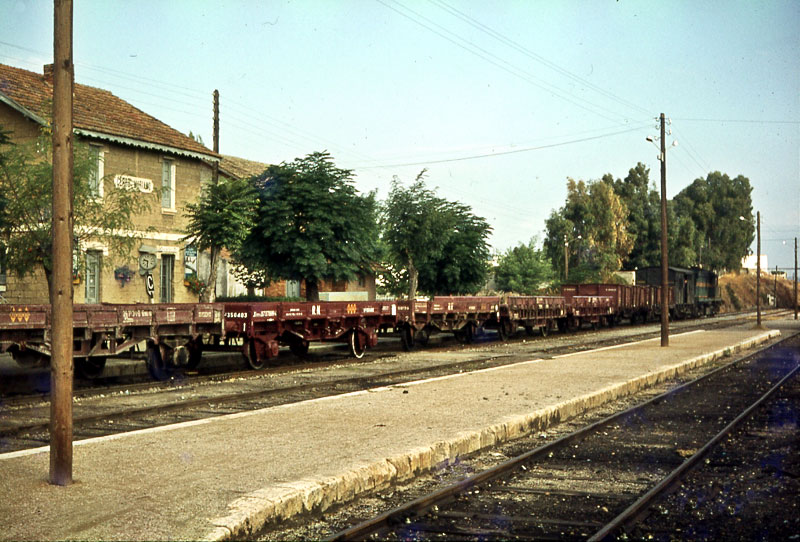
Un convoy de mercancías a su paso por Cerro Muriano, en 1979.

En 1971 se realizó un estudio sobre la rentabilidad y viabilidad de la línea Córdoba-Almorchón, recomendándose la supresión de los servicios de viajeros ante el escaso movimiento que generaban. El 1 de abril de 1974 se cerró la línea al tráfico de pasajeros, tras haber circulado el día anterior los últimos servicios de este tipo. Desde entonces la actividad del trazado quedó limitada a los trenes de mercancías o trenes militares procedentes de Cerro Muriano. Como resultado del cierre, muchas de las estaciones fueron clausuradas y quedaron sin servicio, si bien otras permanecieron operativas para el tránsito de trenes de mercancías. La actividad ferroviaria también se vio limitada debido al envejecimiento de las infraestructuras, eventualidad que imponía unas bajas velocidades de circulación.
En enero de 1985 se produjo la clausura al tráfico de numerosas líneas de la red de RENFE que no cubrían el 23 % de los gastos de explotación que generaban, como fue el caso de las líneas Guadix-Almendricos, Plasencia-Astorga o Valladolid-Ariza. Aunque en un principio se había previsto el cierre de la línea Córdoba-Almorchón a todo tipo de tráfico, finalmente esta se mantuvo abierta a los trenes de mercancías.

### Declive y etapa de Adif
A comienzos de la década de 1990 se iniciaron los trabajos para construir una nueva estación de ferrocarril en Córdoba, proceso durante el cual se procedió a desmantelar las antiguas instalaciones ferroviarias. En 1991-1992, debido a las obras para la construcción de la línea de alta velocidad Madrid-Sevilla, el tramo inicial de 4,2 km de la línea Córdoba-Almorchón fue levantado y con ello desapareció la conexión con la capital cordobesa. Desde entonces solo se mantuvo operativo el trazado entre las estaciones de Almorchón y Alhondiguilla-Villaviciosa para el tráfico de mercancías. Como resultado de la nueva situación, las locomotoras empleadas por RENFE en esta línea pasaron a ser las adscritas al depósito de Granada. El tráfico principal continuó siendo de mercancías, en especial los trenes carboneros. Sin embargo, el mal estado de las vías provocó frecuentes accidentes y llevaría a que RENFE a dejase de operar convoyes militares entre Cerro Muriano y Almorchón.

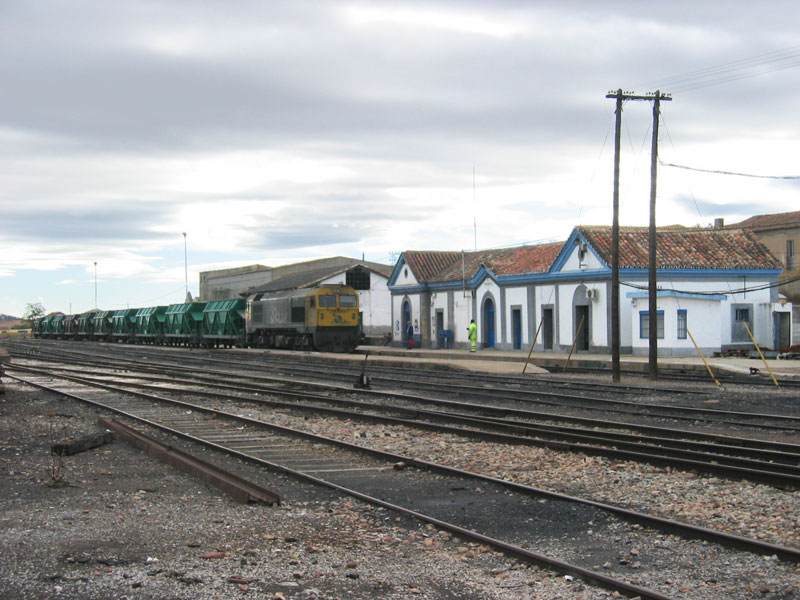
Un tren carbonero entrando en Peñarroya-Pueblonuevo, en 2005.

Habida cuenta de la presencia en Cerro Muriano de la Brigada «Guzmán el Bueno» X, de carácter mecanizado, la desaparición del trazado de entrada en Córdoba se tradujo en graves problemas de movilidad para esta unidad militar. A partir de ese momento se hicieron varias propuestas encaminadas bien a la reapertura de la línea férrea o bien a construir una nueva conexión con Córdoba, si bien nada de esto se llegó a materializar. En los primeros años del siglo XXI se procedió a la renovación de la vía entre Almorchón y Alhondiguilla-Villaviciosa, así como labores de mantenimiento en el tramo comprendido entre Alhondiguilla-Villaviciosa y El Vacar-Villaharta. Esto supuso una mejora considerable en la circulación de los trenes que usaban el trazado todavía en servicio. Situación muy distinta fue lo ocurrido en el tramo entre El Vacar y Mirabueno, donde el abandono y el desmantelamiento incontrolado de las infraestructuras dejaron el trazado intransitable.
En enero de 2005, con la división de la antigua RENFE en Renfe Operadora y Adif, la línea pasó a depender de esta última. Hasta 2019 el único tráfico de la línea fue el transporte de carbón para abastecer a la central térmica de Puente Nuevo, con trenes que circulaban entre las estaciones de Almorchón y Alhondiguilla-Villaviciosa. El 31 de octubre del mismo año circuló el último «carbonero» debido al cierre de la central que estaba previsto para 2020, tras lo cual la línea quedó sin tráfico regular. No obstante, Adif aseguró que la mantendría operativa a la espera de que se establezcan nuevos servicios ferroviarios.

## Trazado y características

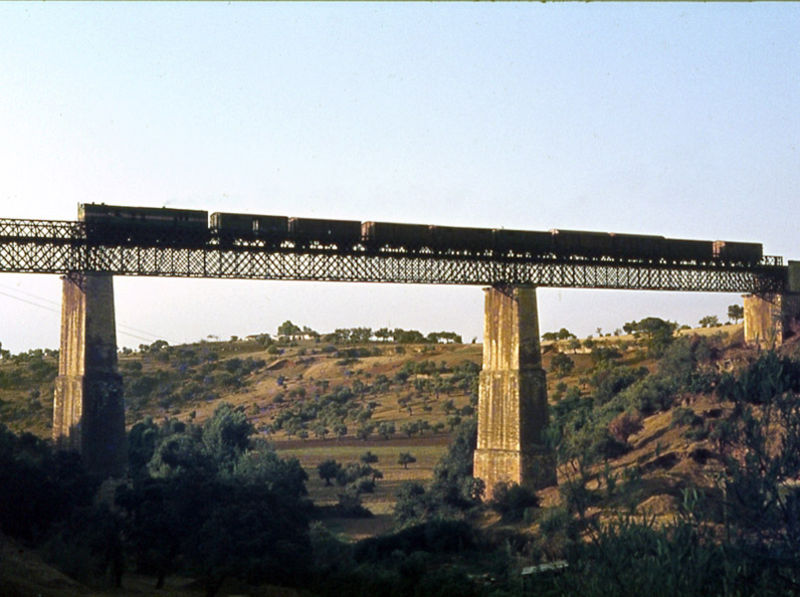
Un tren de mercancías atraviesa el puente de Pedroches, en 1982.

El ferrocarril mantiene los kilometrajes originales empleados por las líneas Almorchón-Belmez y Córdoba-Belmez. Por este motivo, coexisten dos kilometrajes que tienen sus orígenes en Almorchón y Córdoba, respectivamente, y acaban ambos en Belmez. A lo largo de toda la línea el trazado es de vía única y no electrificado, habiendo tramos con una fuerte pendiente. Debido a las dificultades orográficas que imperan en la zona, se llegaron a construir numerosos puentes y túneles, así como numerosos tramos en trinchera. La velocidad máxima de los trenes que circulan entre Almorchón y Alhondiguilla, el único tramo operativo actualmente, es de 95 km/h.
El trazado llegó a contar con más de una quincena de estaciones y apartaderos, siendo las principales las de Córdoba y Almorchón. En la capital cordobesa la línea llegaba hasta la estación de Cercadilla, donde mantenía enlaces con la estación central y con la línea Córdoba-Málaga. Almorchón, por su parte, constituía un nudo ferroviario en el que se bifurcaba el trazado con la línea Ciudad Real-Badajoz. Ambas estaciones disponían de cocheras y depósitos de locomotoras, rotondas y otras instalaciones importantes.